# Amurgul zeilor
Amurgul zeilor (în germană Götterdämmerung) este o operă de Richard Wagner din 1876.

## Prezentare
Spre sfârșitul lunii septembrie 1872 familia Wagner s-a mutat din hotelul Fantaisie din Eckersdorf (5 km vest de Bayreuth) într-o casă cu chirie pe Dammallee nr. 7 din Bayreuth. Acolo a început penultima sa operă, „Götterdämmerung” („Amurgul Zeilor”), terminată în casa „Haus Wahnfried”, casă în care s-a mutat în toamna anului 1874. Cu „Amurgul Zeilor” a încheiat - după 26 ani - tetralogia „Inelul Nibelungilor”.

## Personajele principale
- Siegfried (tenor)
- Gunther (bariton)
- Alberich (bariton)
- Hagen (bas)
- Brünnhilde (soprană)
- Gutrune (soprană)
- Waltraute (mezzosoprană)

### Ursitoare
- Prima ursitoare (mezzosoprană)
- A doua ursitoare (mezzosoprană)
- A doua ursitoare (soprană)

### Fiicele Rinului
- Woglinde (soprană)
- Wellgunde (mezzosoprană)
- Floßhilde (mezzosoprană)

## Acțiunea
"Amurgul zeilor" se referă la moartea tuturor zeilor din mitologia nordică. Odin, zeul morții, va muri de mâna giganților si celorlalți zei, care vor aduce victoria în Walhala, murind odată cu pământul. Se spune că pământul în care au trăit odată zei a fost înlocuit cu lut sau pământ fertil. Asgard, tărâmul zeilor, va fi pământul care va da cele mai puține roade. Loki a blestemat pământul si în loc de pământ fertil s-a transformat în cel mai rău pământ. Se spune că astăzi pământul este acoperit în întregime cu pietre.
Pentru acțiunea operei vezi Inelul Nibelungilor#Acțiunea tetralogiei.